# نبرد جنسیت‌ها
در نظریه بازی‌ها، نبرد جنسیت‌ها یک بازی ۲ نفره است که در آن دو بازیکن می‌خواهند با هم به یک مسابقهٔ بوکس یا اوپرا بروند. یک بازیکن به بوکس و بازیکن دیگر به اوپرا علاقهٔ بیشتری دارد اما هر کدام هر فعالیت را به تنها رفتن ترجیح می‌دهند. به استراتژی که هر فرد به آن جا رفتن را ترجیح می‌دهد استراتژی محبوب می‌گوییم. معمولاً سود ۲ مکان مختلف را ۰ در نظر می‌گیرند اما الزامی نیست. هم چنین این بازی به بازی باخ یا استراوینسکی هم معروف است. جدول امتیازات این بازی به شکل زیر است. فرض می‌کنیم بازیکن اول به بوکس علاقه دارد و استراتژی او را با B نشان می‌دهیم و بازیکن دوم به اوپرا بیشتر علاقه دارد و آن را با O نشان می‌دهیم. ({\displaystyle a>b>0})
| O                   | B                   |   |
| {\displaystyle 0,0} | {\displaystyle a,b} | B |
| {\displaystyle b,a} | {\displaystyle 0,0} | O |

در جدول بالا که مثالی از این بازی است بازیکن اول که بوکس دوست دارد سطری و بازیکن دیگر ستونی بازی می‌کند. مولفهٔ اول خانه‌های جدول مطلوبیت نفر اول و مولفهٔ دوم مطلوبیت نفر دوم است.

## تعادل‌های نش

### تعادل‌های خالص
بازی ۲ تعادل نش خالص دارد. اگر بازیکنان هر کدام به ۲ جای مختلف رفته باشند، هر کدام باعوض کردن استراتژی خود می‌توانند مطلوبیت بیشتری کسب کنند پس این حالات تعادل نش نیست. اگر هر دو به یک مکان بروند، هر کدام با تغییر استراتژی خود به مطلوبیت کمتری می‌رسد پس بازیکنان انگیزهٔ تخطی ندارند و این حالات تعادل نش است. ((O,O) و (B,B))

### تعادل‌های نش ترکیبی
هم چنین تعادل ترکیبی بازی به این شکل است که هر بازیکن استراتژی مورد علاقهٔ خود را با احتمال {\displaystyle {\frac {a}{a+b}}} و استراتژی دیگر را با احتمال {\displaystyle {\frac {b}{a+b}}} بازی می‌کند. به این ترتیب هر بازیکن با ثابت در نظر گرفتن استراتژی بازیکن مقابل، مطلوبیت هر ۲ استراتژی اش یکسان است پس انگیزهٔ تخطی ندارند و تعادل نش است. در این تعادل میانگین سود هر بازیکن برابر {\displaystyle {\frac {ab}{(a+b)}}} ست که:
{\displaystyle {\frac {ab}{(a+b)}}>b>0}
یعنی در این حالت میانگین سود بازیکنان از حداکثر سود ممکن کمتر است اما از سودی که به استراتژی دلخواه بازیکن دیگر بازی کند بیشتر است.

## بازی به شکل ترتیبی
نسخه‌ای از این بازی وجود دارد که یک بازیکن در یک بازی ترتیبی طرف مقابل را تهدید به کم کردن سود خود می‌کند. این بازی به بازی سوزاندن دلار هم مشهور است. در گام اول بازیکن اول تصمیم می‌گیرد یک دلار را بسوزاند یا نسوزاند. سوزاندن یک دلار برابر با کم شدن یک واحد مطلوبیت فرض می‌شود. هم چنین فرض می‌شود {\displaystyle a} و {\displaystyle b} خیلی نزدیک هم نیستند و به اندازهٔ یک واحد (واحد کم شدن مطلوبیت) {\displaystyle a} از {\displaystyle b} بزرگ‌تر است. سپس دو بازیکن بازی هم‌زمان نبرد جنسیت‌ها را بازی می‌کند. اگر نفر اول یک دلار را سوزانده باشد از مطلوبیت او یک واحد کم می‌شود در غیر این صورت همان بازی معمولی است.

### تحلیل با روش بررسی رو به جلو
این بازی را با روش بررسی رو به جلو (forward checking) می‌توان تحلیل کرد: نفر اول با بازی میکس می‌توانست به‌طور میانگین مطلوبیت {\displaystyle {\frac {ab}{a+b}}} را بدست آورد. پس اگر در مرحلهٔ اول دلار را بسوزاند یعنی برای مطلوبیت {\displaystyle b-1} یا {\displaystyle -1} نیامده زیرا با نسوزاندن دلار می‌توانست به مطلوبیت بیشتری برسد. پس برای {\displaystyle a-1} آمده‌است و استراتژی محبوب خود را بازی می‌کند. بهترین پاسخ به این استراتژی هم به همان مکان رفتن است. پس نفر اول با سوزاندن دلار می‌تواند به مطلوبیت {\displaystyle a-1} برسد. حال با استدلال مشابه اگر نفر اول دلار را نسوزاند، به دنبال سود {\displaystyle a} است. (زیرا فرض شده {\displaystyle a>b+1}) پس اگر دلار را نسوزاند یعنی استراتژی محبوب خود را بازی خواهد کرد و بهترین پاسخ به این استراتژی از دید نفر دوم هم رفتن به همان مکان است. پس هر دو بدون سوزاندن دلاری به مکان مورد علاقهٔ نفر اول می‌روند. توجه شود که فرض تفاوت یک واحدی {\displaystyle a} و {\displaystyle b} در واقع اضافی است و نفر اول کافی است با فعالیتی به حداقل میزان تفاوت {\displaystyle a} و {\displaystyle b} مطلوبیت خود را تهدید کند تا باز هم به هدف خود برسد. این پدیده در بسیاری از تعاملات اجتماعی و فردی هم دیده می‌شود که یک نفر با تهدید آسیب رساندن به خود، به خواسته اش می‌رسد. یک راه حل برای بازی‌های تکرار شونده، عدم منطقی بازی کردن است تا طرف مقابل استراتژی اش را عوض کند. اما ممکن است تغییر استراتژی از طرف مقابل امری زمان بر و در نتیجه هزینه بر باشد. یک راه حل دیگر عوض کردن کل بازی و مطلوبیت‌ها در صورت امکان است که این هم ممکن است زمان بر یا نشدنی باشد. راه دیگر ترک کل بازی و بازی نکردن در صورت احتمال آسیب زیاد است.

### تحلیل با استقرای عقب‌گرد
می‌توان نتیجهٔ بالا را بدون تحلیل forward checking و با ستقرای عقب‌گرد (Backward induction) هم انجام داد. حرکت اول و بازی بعدی آن را به فرم نرمال هم می‌توان نوشت و در این حالت با حذف استراتژی‌های اکیداً مغلوب می‌توان به نتیجهٔ بالا یعنی نسوزاندن دلار و استراتژی محبوب نفر اول رسید.

## استراتژی بیشینه کردن کمینه
در این نوع استراتژی برای این که حداقل سود بیشینه شود، نفر اول باید طوری بازی کند که سودش از برای هر دو استراتژی نفر دوم یکسان شود. پس هر کدام استراتژی محبوب خود را با احتمال کمتر و به احتمال دقیق {\displaystyle {\frac {b}{a+b}}} و استراتژی دیگر را با احتمال {\displaystyle {\frac {a}{a+b}}} بازی می‌کند. توجه شود که این استراتژی نش نیست و هر بازیکن اگر با احتمال {\displaystyle 1} استراتژی محبوب خود را بازی کند سودش بیشتر می‌شود. اما میانگین سود هر بازیکن برابر با همان حالتی که در تعادل نش بازی می‌کردند و برابر {\displaystyle {\frac {ab}{a+b}}} می‌شود. یعنی سود بازیکنان در این بازی چه زمانی که منطقی (بیشینه کردن سود) و چه زمانی که بدبینانه (max-min) عمل کنند یکسان خواهد بود اما این حالت تعادل نش نیست.
در نظریه بازی‌ها نبرد جنسیت یک بازی دو نفره به طور هم زمان است که یک زن و شوهر می‌خواهند به سینما بروند و آقا ترجیحش اینست که فیلمی که می‌بیند اکشن باشد و خانم ترجیح می‌دهد که یک فیلم درام ببیند ولی هر دو ترجیحشان اینست که با هم در یک سینما فیلم ببینند.این زوج تصمیماتشان به این صورت است که اولاً مستقل از هم و بدون اطلاع از تصمیم همسر خود تصمیم می‌گیرند و به طور هم زمان تصمیم‌های خود را اعلام می‌کنند.
در ماتریس نبرد جنسیت 1 میزان سود را برای هر کدام گفته‌است که ستون‌ها تصمیم آقا و ستون‌ها تصمیم خانم است و در هر درایه عدد اول میزان سود خانم است و عدد دوم میزان سود آقا است.
|              | اکشن | درام |
| درام         | 0,0  | 3,2  |
| اکشن         | 2,3  | 0,0  |
| نبرد جنسیت 1 |      |      |

## بررسی تعادل
در مساله دو استراتژی خالص تعادل نش وجود دارد که هر دو یا فیلم اکشن را ببینند یا اینکه هر دو فیلم درام را انتخاب کنند و همچنین یک استراتژی ترکیبی برای هر نفر وجود دارد که با احتمال بیشتر ترجیح خود را انتخاب کند به طور مثال در ماتریس نبرد جنسیت 1 اگر هر فرد ترجیح خود را با احتمال 3/5 بازی کند یک تعادلی ترکیبی است.
در تعادل نش خالص این بازی نوعی بی عدالتی وجود دارد که هر کس به ماکسیمم سود خود به سختی میتواند برسد ولی اگر استراتژی ترکیبی خود را بازی کند میزان امید ریاضی برای هر کس 6/5 است که از نوع خالص آن هم کمتر است.

### بررسی مسائل بالا
فرض کنید که مرد با احتمال MF به دیدن فیلم اکشن میرود در مقابل با احتمال MO به دیدن فیلم درام میرود و خانم هم با احتمال WF به دیدن فیلم درام می رود در مقابل با احتمال WO به دیدن فیلم اکشن می رود.
حال احتمال اینکه مرد به دیدن فیلم اکشن برود برابر است با مقداری که سودش در هر دو حالت یکی شود.
{\displaystyle M_{F}={\frac {W_{O}+3W_{F}}{W_{O}+3W_{F}+2W_{O}+0W_{F}}}={\frac {W_{O}+3W_{F}}{3W_{O}+3W_{F}}}}
پس داریم که:
{\displaystyle M_{F}={\tfrac {1}{3}}(W_{O}+3W_{F})}
به طور مشابه برای خانم داریم :
{\displaystyle {\begin{aligned}M_{O}&={\tfrac {2}{3}}W_{O}\\W_{F}&={\tfrac {2}{3}}M_{F}\\W_{O}&={\tfrac {1}{3}}(3M_{O}+M_{F})\end{aligned}}}
حال با جایگذاری {\displaystyle M_{F}} در مثال داریم:
{\displaystyle {\begin{aligned}M_{F}&={\tfrac {1}{3}}\left({\tfrac {1}{3}}(3M_{O}+M_{F})+3\left({\tfrac {2}{3}}M_{F}\right)\right)\\&={\tfrac {1}{3}}\left(M_{O}+{\tfrac {7}{3}}M_{F}\right)\\&={\tfrac {1}{3}}\left(1+{\tfrac {4}{3}}M_{F}\right)&&M_{O}+M_{F}=1\end{aligned}}}
با حل کردن معادله آخر برای  {\displaystyle M_{F}} داریم که:
{\displaystyle M_{F}={\tfrac {3}{5}}}
چون جمع احتمال ها برابر با 1 است میتوان نتیجه گرفت که:
{\displaystyle M_{O}=1-{\tfrac {3}{5}}={\tfrac {2}{5}}}
{\displaystyle W_{F}={\tfrac {2}{3}}M_{F}={\tfrac {2}{5}}}
{\displaystyle W_{O}=1-{\tfrac {2}{5}}={\tfrac {3}{5}}}

### تصمیم بهینه
با توجه به معادلات بالا و بررسی تعادل های نش آن میتوان نتیجه گرفت که جواب عقلانی آن است که به صورت ترکیبی هر استراتژی را با احتمالی که به دست آورده ایم بازی کنند.